# Acrocercops spodophylla
Acrocercops spodophylla är en fjärilsart som beskrevs av Turner 1913. Acrocercops spodophylla ingår i släktet Acrocercops och familjen styltmalar. Inga underarter finns listade i Catalogue of Life.